# マリオン郡 (アラバマ州)
マリオン郡（英: Marion County）は、アメリカ合衆国アラバマ州の北西部に位置し、ミシシッピ州に接する郡である。面積は743平方マイル (1,920 km2) ある。2010年国勢調査での人口は30,776人であり、2000年の31,214人から1.4%減少した。郡庁所在地はハミルトン市（人口6,885人）であり、同郡で人口最大の都市でもある。郡内の重要な町はブリリアント、グイン、ハックルバーグ、ハミルトン、ウィンフィールドである。マリオン郡は基本的にアルコール飲料の販売が禁止されている「ドライ郡」（禁酒郡）だが、グイン、ハミルトン、ウィンフィールド各市のように販売が認められる「ウェット」市が郡内にある。

## 歴史
マリオン郡は1818年2月13日にアラバマ準州議会の法によって設立された。郡名はサウスカロライナ出身でアメリカ独立戦争の将軍フランシス・マリオンに因んで名付けられた。郡庁所在地は1820年にパイクビルとされ、1881年に現在のハミルトンに移された。マリオン郡の領域から州内ファイエット郡、ラマー郡、ウォーカー郡、ウィンストン郡各郡の全域と、ミシシッピ州イタワンバ郡、ラウンズ郡、モンロー郡各郡の一部が作られた。

## 地理
アメリカ合衆国国勢調査局に拠れば、郡域全面積は743.57平方マイル (1,925.8 km2)であり、このうち陸地741.41平方マイル (1,920.2 km2)、水域は2.16平方マイル (5.6 km2)で水域率は0.29%である。

### 交通

#### 主要高規格道路
- 州間高速道路22号線 計画中
- アメリカ国道43号線
- アメリカ国道78号線
- アメリカ国道278号線
- アラバマ州道13号線
- アラバマ州道17号線
- アラバマ州道19号線
- アラバマ州道44号線
- アラバマ州道74号線
- アラバマ州道129号線

#### 鉄道
- BNSF鉄道
- ノーフォーク・サザン鉄道

### 隣接する郡
- フランクリン郡 - 北
- ウィンストン郡 - 東
- ウォーカー郡 - 南東
- ファイエット郡 - 南
- ラマー郡、モンロー郡 (ミシシッピ州) - 南西
- イタワンバ郡 (ミシシッピ州) - 西

## 人口動態
以下は2000年の国勢調査による人口統計データである。
| 基礎データ - 人口: 31,214人 - 世帯数: 12,697 世帯 - 家族数: 9,040 家族 - 人口密度: 16人/km2（42人/mi2） - 住居数: 14,416軒 - 住居密度:8軒/km2（19軒/mi2） 人種別人口構成 - 白人: 94.76% - アフリカン・アメリカン: 3.3% - ネイティブ・アメリカン: 0.29% - アジア人: 0.20% - 太平洋諸島系: 0.03% - その他の人種: 0.39% - 混血: 0.70% - ヒスパニック・ラテン系: 1.15% | 年齢別人口構成 - 18歳未満: 22.5% - 18-24歳: 8.2% - 25-44歳: 28.2% - 45-64歳: 25.2% - 65歳以上: 15.8% - 年齢の中央値: 39歳 - 性比（女性100人あたり男性の人口） - 総人口: 98.0 - 18歳以上: 95.2 世帯と家族（対世帯数） - 18歳未満の子供がいる: 30.4% - 結婚・同居している夫婦: 58.4% - 未婚・離婚・死別女性が世帯主: 9.5% - 非家族世帯: 28.8% - 単身世帯: 26.5% - 65歳以上の老人1人暮らし: 12.7% - 平均構成人数 - 世帯: 2.39人 - 家族: 2.87人 | 収入と家計 - 収入の中央値 - 世帯: 27,475米ドル - 家族: 34,359米ドル - 性別 - 男性: 26,913米ドル - 女性: 19,022米ドル - 人口1人あたり収入: 15,321米ドル - 貧困線以下 - 対人口: 15.6% - 対家族数: 12.0% - 18歳未満: 18.8% - 65歳以上: 20.0% |

## 都市と町

### 都市
- グイン
- ハレービル（大半はウィンストン郡）
- ハミルトン - 郡庁所在地
- ウィンフィールド（小部分はファイエット郡）

### 町
- ベアクリーク
- ブリリアント
- グレンアレン（一部はファイエット郡）
- グ・ウィン
- ハックルバーグ

### 未編入の町
- ベクサー
- グレンメアリー
- ヤンパータウン（別名ツイン）

## 教育
郡内でマリオン郡とウィンフィールド市の2つの公共教育学区と、ベビル州立コミュニティカレッジ・ハミルトンキャンパスが運営されている。マリオン郡公共教育学区には小学校4校、中学校1校、小学・高校1校、高校3校がある。
ウィンフィールド市教育学区には小学校、中学校、高校各1校がある。

## 行事と祭
- ジェリー・ブラウン芸術祭 - ハミルトン市、3月
- ニーバーデイ - ハックルバーグ町、4月最終土曜日
- メイフェスト - グイン市、5月第2土曜日
- コールフェスト - ブリリアント町、メモリアルデイ
- ミュールデイ - ウィンフィールド市、9月

## メディア
ハミルトン郡庁舎は1887年に火事で焼けた。この日より前に発行された新聞すべては郡庁舎が保存場所になっていたので、この火事で失われた。この火事以降に発行された新聞は以下の通りである。
- 「ザ・マリオン・カウンティ・ヘラルド」[5]（1885年-1890年）、残っている最古の版は1887年4月5日付である。当初の日付と編集者名は火事で失われたが、1885年4月頃の発刊と考えられる。「ザ・ラマー・ニューズ」に拠れば、A・A・ウォールが1886年に「バーノン・クーリエ」を発刊する前に「マリオン・ヘラルド」社に居たとしている[6]。これより早い新聞は見つかっていない。この新聞社は閉鎖される前に何人かの手に渡った。著名な編集者としては、W・F・グリーン、ジェイムズ・S・クレメンツ、W・T・ガスト、L・J・クラークなどがいる。最初の編集者はヘラルド出版社の名前で挙げられている。
- 「ザ・グイン・デイスパッチ」[7]（1888年-1889年）、1888年頃にジェイムズ・S・クレメンツによって発刊された。長くは続かず僅か13回発行されたのみである。1889年2月23日を最終版として廃刊になった。
- 「ザ・ハミルトン・タイムズ」（1890年-1893年）
- 「ザ・ハミルトン・フリープレス」[8]（1893-1894年）
- 「ザ・ハミルトン・ニューズプレス」[9]（1895年）
- 「ザ・ハミルトン・アピール」[10]（1896年）
- 「ザ・グイン・ガゼット」[11]（1897年）
- 「ザ・ガゼット・アピール」[12]（1897年）
- 「ザ・ウィンフィールド・エンタープライズ」（1899年-1900年）
- 「ザ・マリオン・カウンティ・デモクラット」（1900年-1904年）
- 「ザ・マリオン・カウンティ・レパブリカン」（1908年-1909年）
- 「ザ・マリオン・カウンティ・ニューズ」（1894年, 1896年- 1959年?）
- 「ニュー・ホープ・レコード」（1920年）
- 「ザ・ウィンフィールド・ジャーナル」（1930年-1959年）
- 「ザ・ハックルバーグ・センティネル」（1937年-1955年）
- 「ザ・マリオン・カウンティ・ジャーナル」（1975年）
- 「ザ・グイン・ガゼット」（1987年）
- 「ザ・ガゼット・アピール」（1987年）
- 「ザ・ジャーナル・レコード」[13]（1976年-現在）